# Protearomyia obscura
Protearomyia obscura är en tvåvingeart som först beskrevs av Walker 1836.  Protearomyia obscura ingår i släktet Protearomyia och familjen stjärtflugor. Inga underarter finns listade i Catalogue of Life.